# Направник, Эдуард Францевич
Эдуа́рд Фра́нцевич Напра́вник (чеш. Eduard Nápravník; 12 [24] августа 1839, Бышть — 10 [23] ноября 1916, Петроград) — чешский и русский композитор, дирижёр.
В течение почти пятидесяти лет занимал пост главного дирижёра Мариинского театра, под его управлением состоялись премьеры практически всех создававшихся в то время русских опер. Заслуженный артист Императорских театров (30 января 1899).
Жена — оперная певица Ольга Шредер.

## Биография
Родился в семье небогатого учителя. Рано проявив музыкальные способности, начал обучаться игре на фортепиано, органе и теоретическим предметам. В 1850 году поступил в реальное училище в Праге, однако из-за смерти отца в 1854 году ему пришлось начать зарабатывать на жизнь, играя на органе в церкви. Совершенствовал своё исполнительское мастерство в органной школе под руководством Карла Франца Пича и Франтишека Блажека, занимался также в фортепианной школе Петра Майдля (1817—1896), с 1855 года начал преподавать в школе Майдля. Получив таким образом стабильный заработок, начал изучать оркестровку и дирижирование под руководством директора Пражской консерватории Яна Бедржиха Киттля. К этому же времени относятся первые его композиторские опыты.

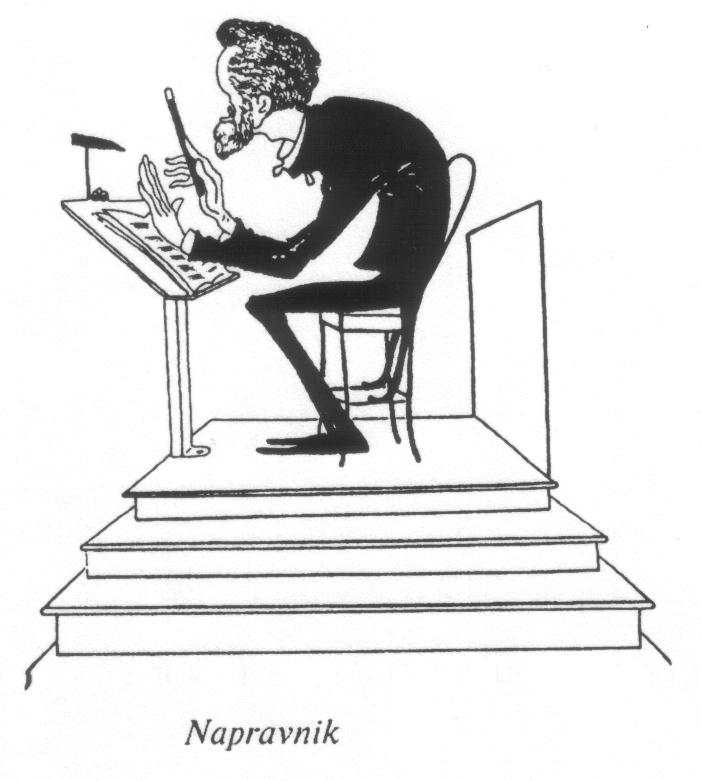
Направник на карикатуре Поля Робера. 1903 год

В 1861 году, получив предложение от известного русского мецената князя Юсупова занять место капельмейстера его домашнего оркестра, отправился в Россию, которая с этого времени стала его второй родиной.
В 1863 году был приглашён помощником капельмейстера и органистом Мариинского театра, в 1867 году получил место второго капельмейстера, в 1869 году — первого (главного дирижёра) и занимал этот пост до самой смерти.
Расцвет оркестра Мариинского театра пришёлся на годы руководства Эдуарда Направника, в честь которого впоследствии было названо одно из фойе современной Мариинки. Начав с наведения порядка и дисциплины в оркестре, Направник превратил его в эталон столичного исполнительского искусства. Высокую оценку дал ему композитор и музыкальный критик А. Н. Серов, сказавший, что «оркестр творит чудеса по отчётливости и оттенкам».

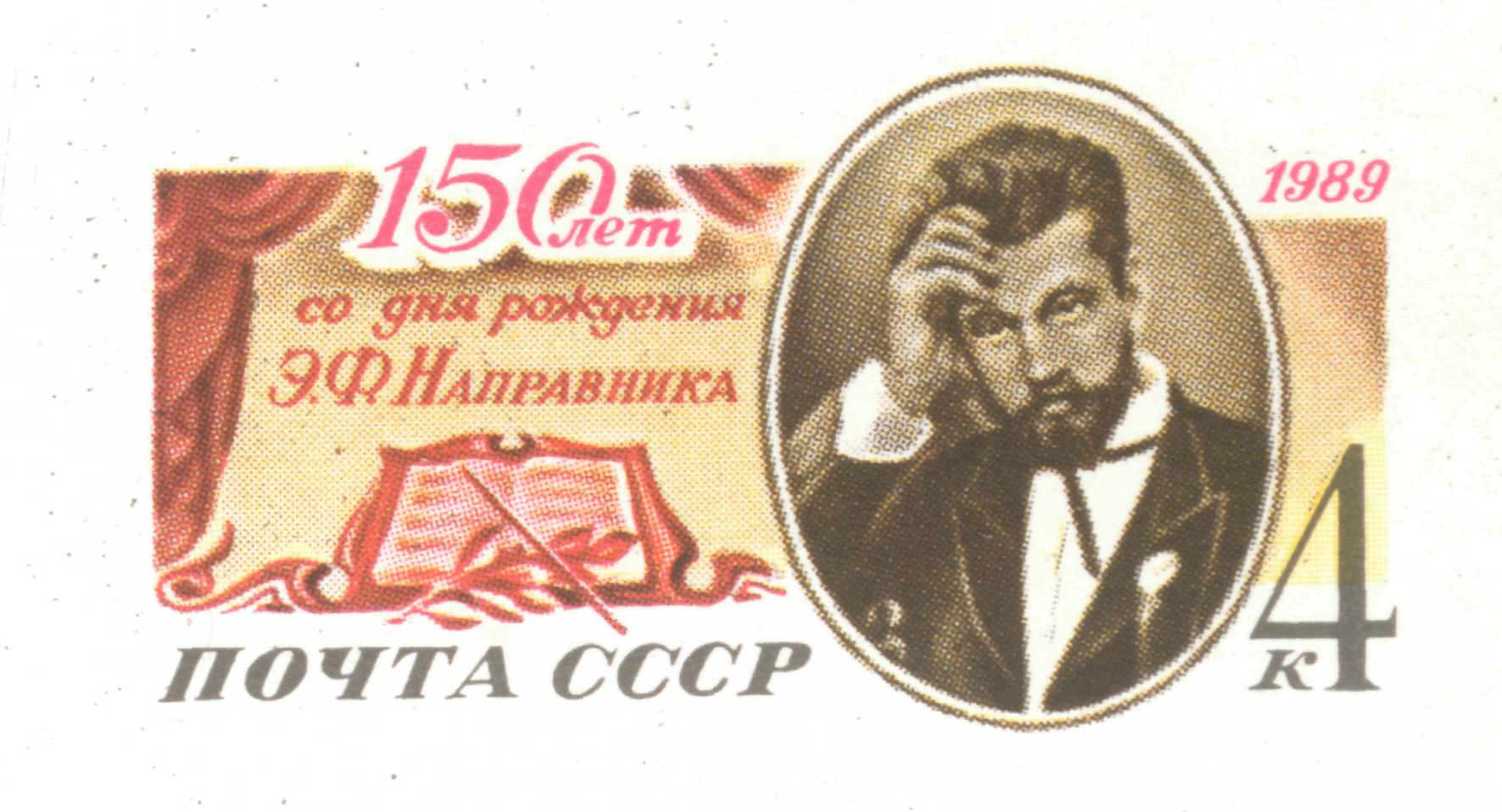
Оригинальная марка СССР, 1989

За время работы в Мариинском театре Направник продирижировал около трёх тысяч оперных представлений, в том числе премьеры опер «Борис Годунов» Мусоргского, «Орлеанская дева», «Мазепа», «Пиковая дама» Чайковского, «Майская ночь», «Снегурочка», «Ночь перед Рождеством» Римского-Корсакова и многих других.
Направник стал первым дирижёром опер: «Вражья сила» Серова (1871), «Каменный гость» Даргомыжского (1872), «Псковитянка» (1873), «Майская ночь» (1880); «Снегурочка» (1882), «Борис Годунов» (1874); «Опричник» (1874), «Кузнец Вакула» (1876), «Орлеанская дева» (1881), «Пиковая дама» (1890), «Иоланта» (1892) Чайковского, «Демон» (1875). Под руководством Направника была возобновлена (1871) опера «Руслан и Людмила». "Большое художественное значение имели и другие постановки Направника — тетралогия «Кольцо Нибелунга» Вагнера (1900—1905), оперы «Фиделио» Бетховена (1905), «Орфей и Эвридика» Глюка (1911).
С 1869 по 1881 год помимо управления оркестром театра Направник дирижировал симфоническими собраниями Русского музыкального общества, также зачастую становясь первым исполнителем новых сочинений.

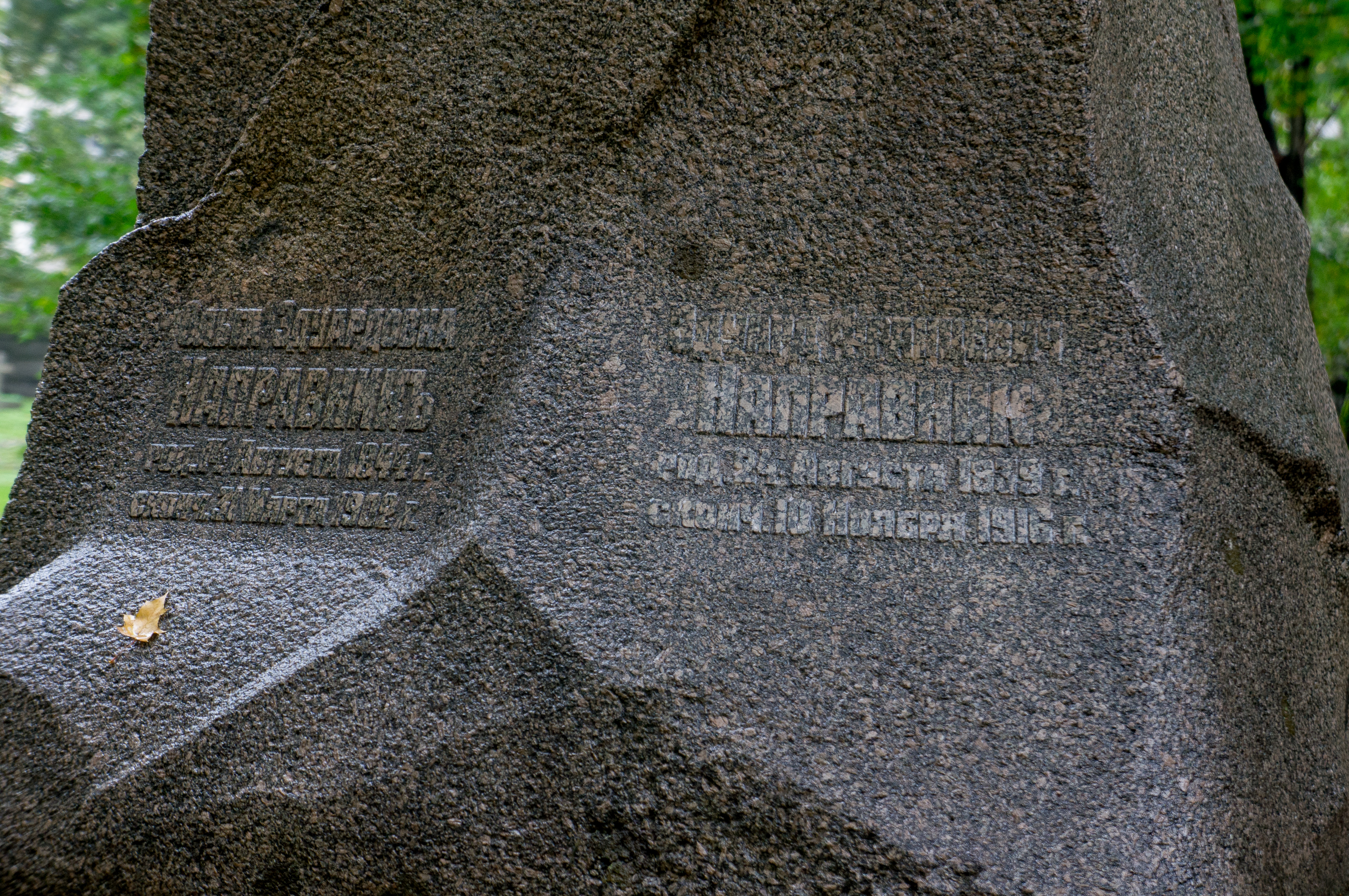
Могила на Новодевичьем кладбище

Его собственные авторские четыре оперы были поставлены в Мариинском театре: «Нижегородцы» (1868), «Гарольд» (1886), «Дубровский» (1894), «Франческа да Римини» (1902). Опера «Дубровский», по одноимённой повести А. С. Пушкина, пользовалась наибольшим успехом.
Масштабный фортепианный концерт Направника записал пианист Евгений Сойфертис с Шотландским симфоническим оркестром Би-Би-Си.
Умер в 1916 году в Петрограде, похоронен там же на Новодевичьем кладбище рядом с женой — Ольгой Эдуардовной Направник-Шредер (1844—1902) — певицей, и сыном Константином (1874—1911).
После революции 1917 года его семья переехала в Бельгию.

## Адреса в Санкт-Петербурге / Петрограде
- 1865—1877 — Офицерская улица, 16, кв. 20;
- 1877 — 10 (23) ноября 1916 — дом М. Ф. Немковой — Никольская улица, 3, кв. 72.
- «В доме Юсупова на Мойке Направник прожил два года; затем до своей женитьбы (30 апреля 1865 г.) он жил в доме Альбрехта по Екатерининскому каналу, нанимая комнату у И. И. Зейферта, виолончелиста,… с 1865 г. Направник жил в доме № 16 по Офицерской улице; с 15 мая 1877 года живет в доме № 6 по Крюкову каналу» — такие сведения даёт нам биограф Э. Ф. Направника — первый солист-скрипач Императорской оперы в С. Петербурге — В. Г. Вальтер.

## Интересные факты
Имя Направника было широко известно в России как среди любителей музыки, так и среди «просто культурных людей».
Так, в романе Ф. М. Достоевского «Братья Карамазовы» (часть первая, глава вторая) оно упоминается как своеобразный мем того времени:
« … исправник, будьте, говорю, нашим, так сказать, Направником!» — «Каким это, говорит, Направником?» — рассказывает один из героев романа.

## Основные сочинения

### Оперы
- «Нижегородцы» (1868)
- «Гарольд» (1886)
- «Дубровский» (1894, премьера в Мариинском театре в январе 1895 года)
- «Франческа да Римини» (1902)

### Оркестровые и концертные произведения
- Четыре симфонии;
- Сюита для оркестра;
- Торжественная увертюра;
- Баллады для голоса с оркестром;
- Народные танцы для оркестра;
- Симфонический концерт для фортепиано с оркестром a-moll, op.27
- Фантазия на русские темы для фортепиано с оркестром
- Фантазия и сюита для скрипки с оркестром
- Музыка к поэме «Дон Жуан» А. К. Толстого

### Камерные произведения
- Три струнных квартета (1873—1878);
- Струнный квинтет (1897);
- Два фортепианных трио;
- Фортепианный квартет;
- Многочисленные сочинения для фортепиано.

## Экранизации
В 1961 году на экраны вышел фильм-опера «Дубровский». (Владимир Дубровский — Сергей Лемешев, Маша — Вера Кудрявцева).